# アラブ首長国連邦サッカー協会
アラブ首長国連邦サッカー協会（アラブしゅちょうこくれんぽうサッカーきょうかい、英語: United Arab Emirates Football Association, アラビア語: الاتحاد الاماراتي لكرة القدم）は、アラブ首長国連邦（UAE）におけるサッカー競技を統括する運営団体。略称はUAEFA。
国際サッカー連盟（FIFA）とアジアサッカー連盟（AFC）に加盟している。UAEプロリーグやサッカーアラブ首長国連邦代表などを管理し、UAEプレジデントカップなどの公式試合を主催する。